# Florjan (ime)
Florjan je moško osebno ime.

## Izvor imena
Ime Florjan izhaja iz latinskega imena Florianus, ki ga razlagajo kot izpeljanko iz latinskega imena Florus. Ime Florus povezujejo z latinsko besedo florus v pomenu »cveroč; svetel, sijajen, krasen«.

## Različice imena
- moške oblike imena: Cvetko, Flori, Florian, Florjan, Floris
- ženske oblike imena: Cvetka, Florjana, Florijana, Florika
- narečni obliki imena: Ferjan, Herjan

## Tujejezične različice imena
- pri Čehih: Florián
- pri Italijanih: Floriano
- pri Francozih, Nemcih, Poljakih: Florian
- pri Madžarih: Flórián
- pri Prekmurcih: Florijan, ali Floriš

## Pogostost imena
Po podatkih Statističnega urada Republike Slovenije je bilo na dan 31. decembra 2007 v Sloveniji število moških oseb z imenom Florjan: 350.

## Priimki nastali iz imena
Nekdanjo razširjenost imena Florjan potrjujejo tudi številni priimki nastali iz imena kot npr.: Florjan, Florjanc, Florjančič, Florjanič, Florijan, Florjanc, Ferjan, Ferjanc, Flere in drugi.

## Zanimivosti
- V Slovenji je 44 cerkva sv. Florjana. Po njih se imenuje več krajev in zaselkov, npr.: Florjan nad Zmincem, Florjan pri Gornjem Gradu, Števerjan.
- Florjan (god 4. maja) je ime tudi na Slovenskem zelo znanega svetnika, rimskega vojščaka, mučenca v Ennsu v času rimskega cesarja Dioklecijan, ki velja za zavetnika pred ognjem, sušo, povodnijo, in vojsko.